# 钱梓弘
钱梓弘（1936年9月—），男，江苏无锡人，中华人民共和国工程师、政治人物，曾任江西变压器厂厂长兼总工程师，江西省人大常委会副主任。